# Cantonul Salernes
Cantonul Salernes este un canton din arondismentul Draguignan, departamentul Var, regiunea Provence-Alpes-Côte d'Azur, Franța.

## Comune
- Salernes (reședință)
- Tourtour
- Villecroze